# فيديكس فوروم
فيديكس فوروم (بالإنجليزية: FedExForum)‏ هي ساحة متعددة الأغراض تقع في وسط مدينة ممفيس بولاية تينيسي.